# Histiotus cadenai
Histiotus cadenai és una espècie de ratpenat de la família dels vespertiliònids. Viu a altituds d'entre 2.550 i 4.000 msnm al nord dels Andes, en territori de Colòmbia i l'Equador. Els seus hàbitats naturals són els páramos, els boscos montans andins i algunes zones pertorbades per l'activitat humana. Té una llargada total de 102–116 mm, els avantbraços de 45–50 mm i les orelles de 31–36 mm. Fou anomenat en honor del mastòleg colombià Alberto Cadena-García.